# 빅데이터 분석가
빅데이터 분석가(Big Data Analyst)는 빅데이터 전문가로 ‘디지털 사이언티스트(Digital Scientist)’ 혹은 ‘데이터 과학자’(Data Scientist)로 불리는 전문가이다.

## 개요
빅데이터 분석가는 대학과 대학원, 전문 교육기관을 연결해 체계적인 빅데이터 교육과정을 만든 뒤, 빅데이터 전문가의 최고 수준인 데이터 과학자 수준의 인력 육성을 목표로 하고 있다.
‘빅데이터’라는 용어는 10년여 전 미국 실리콘밸리에서 처음 등장했다. 2012년 시장조사기관인 가트너그룹이 빅데이터를 세계 10대 기술로 선정하면서 빅데이터 분석가라는 직업에 관심이 모아졌다.
빅데이터 분석가는 수많은 데이터 속에서 트렌드를 읽어내 부가가치가 높은 결과물을 도출해내는 일을 담당한다. 대량의 빅데이터를 관리하고 분석해 사람들의 행동패턴이나 시장 경제상황 등을 예측하기도 한다. 페이스북과 트위터 등 SNS(Social Network Service)로 주고 받는 문자나 몇 개의 키워드로 상대방의 성향을 파악할 수도 있다.
전문가들은 “빅데이터 분석가는 기본적으로 통계학에 대한 지식과 비즈니스 컨설팅에 대한 이해, 데이터 분석을 위한 설계기법 활용 등에 관한 전문적인 역량이 필요하다”고 말한다. 여기저기 흩어져 있는 데이터를 모아 가공하려면 데이터 처리 능력이 우선 필요하다는 것인데 데이터 분석에 필요한 가설·모형을 만들고, 결과를 도출한 뒤에는 분석할 줄도 알아야 한다.

## 활용
사용되는 도구로 비즈니스 애널리틱스(Business analytics, BA)가 있는데 웹사이트의 실적을 높이고 온라인 비즈니스의 성공을 돕는 효율적인 웹사이트 분석 도구의 솔루션이다
기업의 경영활동의 효율성을 제고하기 위해 지원되는 비즈니스 도구로, 데이터 분석 위주의 비즈니스 인텔리전스(BI)에 통계 기반의 예측기능을 부가한 소프트웨어이다. 비즈니스 애널리틱스(BA)는 비즈니스 인텔리전스(BI) · 데이터 웨어하우스(DW) · 분석 관련 SW를 총칭하고 있다. 빅데이터 시대를 맞아 웹사이트를 사용하는 비지니스 전반에 이용하고 있는 추세에 있다. 흔히들 앞에 소프웨어를 제공하는 회사이름으로 넣고 '애널리틱스 비즈니스'라고 통칭하고 있다. 이 소프트웨어는 DW 내에서 정형화된 데이터와 업무 변화에 따라 생기는 비정형 데이터를 가공해서

## 업계의 변화
독일 발도르프에 본사를 두고 있는 SAP는 글로벌지원 최고책임자인 거드 오스왈드(Gehard Oswald)를 내세워 인재양성의 협약을 체결했다. 선발된 SW인재는 국내뿐 아니라 SAP의 글로벌 R&D연구센터와 업무현장에 배치될 예정이어서 한국 SW인재의 해외진출의 문이 활짝 열리게 됐다는 평가이다.
SAP가 채용하는 인력은 SAP코리아가 지원해 최근 판교에 설립한 디코리아(D Korea)재단이 맡는다. 단국대학교도 인력양성에 참여한다. 경기도와 SAP는 하반기에 우선 200명의 SW인력을 뽑아 교육을 마친 후 현업에 배치할 예정이다. 나머지 인력은 2018년까지 매년 200명씩 순차적으로 선발해 채용하게 된다.
SAP가 한국에서 SW인력을 대폭 충원키로 한 것은 지난해 주력 제품으로 내놓은 SAP HANA 플랫폼의 성장세에 따른 것이다. SAP HANA 플랫폼의 급격한 성장이 한국 인재 채용에 결정적 배경이 됐다. SAP HANA는 SAP코리아 R&D센터가 개발하고 있는 제품이다.
현재 오라클에서 업계 최초 비즈니스 애널리틱스 머신인 오라클 엑사리틱스 인메모리 머신(Oracle Exalytics In-Memory Machine)을 내놓으면서 분석 솔루션 시장에서 입지를 강화시키고 있는데 이 오라클 엑사리틱스 인메모리 머신은 데이터 분석, 비즈니스 인텔리전스 및 애플리케이션의 모델링 및 플래닝의 생산성과 성능을 향상시키고, IT 인프라의 비용 및 복잡성을 제거하기 위해 고성능 하드웨어에 엔지니어드하여 업계 최상의 애널리틱스 및 인메모리 소프트웨어를 제공한다고 밝혀 놓은 상태이다.
또한 IBM에서는 스마터 데이터센터 전략으로 현재 데이터센터 상태뿐만 아니라 데이터센터 수명 전체를 통틀어 진단하는 IBM의 특허기술인 데이터센터 애널리틱스 툴을 기반으로 하는 서비스 툴을 내놓았다.
IBM 스마터 데이터센터의 주요 서비스는 ▲ 데이터센터 성장한계 분석(Physical Infrastructure Threshold Analysis) ▲ 장애 및 재해시 복원력 분석(Resiliency Rationalization Analysis) ▲ 투자비용 분석(Cash flow Anlysis) ▲ 시스템 간 논리적 연결 분석(Analytics for Logical Dependency Mapping) 등이다.
- '데이터센터 성장한계 분석' 툴은 기존 데이터센터가 언제까지 사용가능한지를 판단해 고객이 차세대 데이터센터 구축 시기 대해 미리 파악하고 향후 계획 수립에 미리 대비할 수 있도록 돕는다.
- ‘장애 및 재해시 복원력 분석 툴’은 데이터센터를 통합할 때 비지니스 연속성을 확보할 수 있는 사이트의 개수를 판단해 재해 복구 능력을 개선한다.
- ’투자비용 분석 툴’은 고객이 데이터센터를 구축 또는 임대할 때 투자되는 비용을 분석해 투자 의사결정을 돕는다.
- ’시스템간 논리적 연결 분석’은 시스템간 논리적 의존성을 분석해 서버 이전 시 특정 업무에 사용하는 업무 시스템을 분리해 내는 툴이다.

한편 HP에서는 `HP 비즈니스 애널리틱스 서비스'를 출시했다고 밝혔다.
이번에 출시한 재무분석 서비스는 내부 데이터베이스(DB)와 같은 정형데이터 처리에 익숙한 재무 그룹에게 검색엔진을 지원해 비정형 데이터에서도 핵심 정보를 찾을 수 있게 한다. 또 이를 바탕으로 정형ㆍ비정형 데이터를 통합해 개선된 의사 결정 프로세스를 도출하도록 지원한다.
한국HP는 이번 서비스로 도출된 데이터를 분석할 수 있는 전문 분석가를 제공하고, 고객사와 협의해 특정 활동, 시스템, 시간대별 서비스를 지원할 예정이다.
이러한 서비스는 기업이 필요로 하는 재무 와 비지니스 데이터 분석에 대한 요구사항을 지원해 줄 수 있는 서비스로, 새로운 분석 서비스를 제공 할 것이라고 업계 전문가들은 말하고 있다.
2012년 기준, 상위 6대 벤더사인 SAP, 오라클, IBM, HP, 마이크로소프트, SAS, 테라데이타가 전 세계 매출의 64%를 차지하고 있다. 2012년 기준 대한민국 시장은 전년 대비 8.6% 성장한 3천120억원(소프트웨어 라이선스 기준) 규모이다.
이외에도 포털 사이트 중심으로 자체적으로 분석 툴을 내놓고 있는데 스트래티지 애널리틱스(Strategy Analytics), 액센츄어 애널리틱스(Accenture Analytics), 구글 애널리틱스, 소셜 애널리틱스,  웹 애널리틱스, 모바일 애널리틱스 등 새롭게 나오는 비즈니스 애널리틱스 머신들로 종류도 다양하게 나와 있다.
이처럼 최근 클라우드 컴퓨팅과 함께 빅데이터가 IT업계뿐 아니라 전 비즈니스 업계에 화두가 되었다. 빅데이터(Big Data)로 미래를 예측할 수 있는 실례가 발표되면서 최근 빅데이터를 활용한 흥미로운 연구결과들이 공개되고 있다.
세계 최대의 검색업체인 구글은 최근 몇 년 동안 독감예측 자료를 공개하였는데 구글 사용자들의 검색 통계(빅데이터)를 기반으로 시간별, 지역별 독감 유행 정보를 제공한 것인데 결과는 미국 질병통제센터의 발표 내용과 거의 일치하였다고 한다.
최근에는 트위터 댓글들을 분석하면 구글이나 미국 질병통제센터보다도 더 빨리 독감 확산 경로나 특정인이 언제 독감에 걸릴지도 예측할 수 있다는 연구결과도 소개가 됐는데 빅데이터를 활용한 미래 예측의 사례들로 평가되고 있다.
빅데이터를 활용한 또 다른 흥미로운 사례는 2012년 4월 미국의 미디어 업계에서 일어났다. 시카고의 한 지역 신문사가 기자 20여 명을 해고하고 ‘저너틱’이라는 회사에 기사를 아웃소싱했다고 한다. 그런데 ‘저너틱’은 빅데이터 기술 알고리즘과 로봇을 활용해 기사를 작성하는 회사였다. 이렇게 로봇이 기사를 작성할 수 있도록 사람의 업무를 대체되는 시대가 되었다는 의미이다.

## 같이 보기
- 빅데이터
- 비즈니스 인텔리전스(BI)
- 한국BI데이터마이닝학회

## 참고 자료
- 《빅데이터를 지배하는 통계의 힘》 (부제, 통계학이 최강의 학문이다), 니시우치 히로무 저  신현호 역, 비전코리아(2013년)
- 《빅데이터 혁명  빅데이터 혁명》 (부제, 클라우드와 슈퍼컴퓨팅이 이끄는 미래), 권대석(기업인) 저, 21세기북스(2012년)
- 《데이터 과학자, 무엇을  데이터 과학자, 무엇을 배울 것인가》 (부제, 빅 데이터 시대의 데이터 과학자 양성 독본), 사토 히로유키, 하라다 히로우에, 시모다 노리히로 외 2명 저  정인식 역, 제이펍(2014년)